# Mark Whitaker
Mark Whitaker – producent muzyczny z rejonu San Francisco, były menedżer grupy muzycznej Exodus i inżynier dźwięku zespołu Metallica w latach 80. XX wieku. Whitaker był producentem debiutanckiej płyty Exodus, Bonded by Blood z roku 1985, częściowo też wyprodukował drugi album zespołu, Pleasures of the Flesh z roku 1987. Był odpowiedzialny za przejście byłego gitarzysty zespołu, Kirka Hammetta do Metalliki w roku 1983. Stanowił jedną z kluczowych osobistości rodzącej się w latach 80. XX wieku sceny thrash metalowej w kalifornijskim obszarze Bay Area.